# Sven Šoštarič Karič
Sven Šoštarič Karič, slovenski nogometaš, * 7. marec 1998.
Šoštarič Karič je profesionalni nogometaš, ki igra na položaju branilca. Od leta 2024 je član ruskega kluba Pari Nižni Novgorod in od leta 2021 tudi slovenske reprezentance. Pred tem je igral za angleška Derby County in Braintree Town ter slovenska Domžale in Maribor. Skupno je v prvi slovenski ligi odigral več kot 95 tekem. Bil je tudi član slovenske reprezentance do 15, 16, 17, 18, 19 in 21 let.
Njegov oče Amir Karić je nekdanji nogometaš, sestra Tija pa prav tako nogometašica.